# George Foy
George Foy, eigentlich George Michelsen Foy (* 14. Dezember 1952) ist ein US-amerikanischer Schriftsteller und Journalist.

## Leben
Foy benutzt neben seinen Namen „George Foy“ und „George Michelsen Foy“ auch das Pseudonym „G. F. Michelesen“. Er schreibt hauptsächlich Science-Fiction-Romane im Stil von Bruce Sterling und William Gibson.
Charakteristisch für diesen Autor ist, dass er die klassischen Cyberpunk-Elemente wie Endzeit-Szenarien, Technologie oder Gesellschaftskritik sehr spitz und auf interessante Weise zu etwas Neuem zusammenfügt und Denkanstöße gibt.

## Ehrungen
- 1996 Philip K. Dick Award (Nominierung) für den Roman The Shift.
- 2000 Locus Poll Award, Best SF Novel (Nomination Below Cutoff) für den Roman The Memory of Fire.

## Werke

### Als George Foy
Erzählungen
- Hellbike. Short Story. In: Janet E. Morris (Hrsg.: Masters in Hell (Heroes in Hell; Bd. 8). Baen Books, New York 1987, ISBN 0-671-65379-2.

Romane
- Blues für Nansen. Roman (1996). Schneekluth, München 1996, ISBN 3-7951-1140-4 (Aus dem Amerikan. von Hans Joachim Maass).
- Asia Rip. Ein Mann im Kampf gegen die Mafia; Roman („Asia Rip“, 1984). Lübbe Verlag, Bergisch Gladbach 1990, ISBN 3-404-11613-5.
- Tidal Race. A novel. Collins, London 1985, ISBN 0-00-222884-X.
- Der Skipper. Roman („Coaster“, 1986). Schneekluth, München 1989, ISBN 3-7951-1030-0.
- Challenge. A novel. Viking Books, New York 1988, ISBN 0-670-81727-9.
- The Shift Bantam Books, New York 1996, ISBN 0-553-57471-X.
- Contraband. Bantam Books, New York 1997, ISBN 0-553-37545-8.
- The Memory of Fire. A novel. Bantam Books, New York 2000, ISBN 0-553-37930-5.
- The Last Harbor. Bantam Books, New York 2001, ISBN 0-553-37931-3.

Sachbücher
- Music in Stone. Great sculpture gardens of the world. Muller Publ., London 1985, ISBN 0-584-80002-9 (zusammen mit Sidney Lawrence und Nicolas Sapicha).
- Zero Decibels. The quest for absolute silence Scribners, New York 2010, ISBN 978-1-4165-9959-3.

### Als G. F. Michelsen
Romane
- To sleep with ghosts. A novel of Africa. Bantam Books, New York 1992, ISBN 0-553-08932-3.
- Blues für Nansen. Roman. Schneekluth, München 1993, ISBN 3-7951-1140-4.
- Hard Bottom. A novel. University Press, Hanover, N.H. 2001, ISBN 1-58465-082-6.
- The art and practice of explosion. University Press, Hanover, N.H. 2003, ISBN 1-58465-308-6.
- Mettle. A novel. University Press, Hanover, N.H. 2007, ISBN 1-58465-647-6.